# Mirjana Ognjenović
Mirjana Ognjenović, född den 17 september 1953 i Zagreb, Kroatien, är en kroatisk handbollsspelare och tidigare jugoslavisk representant.
Hon tog OS-guld i damernas turnering i samband med de olympiska handbollstävlingarna 1984 i Los Angeles.